# Ich muss erzählen
Ich muss erzählen ist die in jiddischer Sprache in Tagebuchform geschriebene Autobiographie der litauischen Schriftstellerin und Holocaust-Überlebenden Mascha Rolnikaitė.

## Inhalt
Als die Deutschen 1941 die Sowjetunion überfallen und Litauen besetzen, ist Mascha 13 Jahre alt. Das, was sie von nun an erleben muss, ist so erschreckend, dass sie beschließt, dies in einem Tagebuch festzuhalten.
Zuerst berichtet sie über ihr Leben im Ghetto Vilnius und wie sich ihr gesamtes Alltagsleben und das ihrer Familie durch die Unterdrückung der Deutschen innerhalb kurzer Zeit drastisch verändert.
Später über ihre Zeit im Außenlager Strasdenhof des KZ Riga-Kaiserwald und im Konzentrationslager Stutthof. Sie schreibt über die Zwangsarbeit, die teilweise drakonische Strafen bei kleinsten Vergehen, sowie die Willkür der deutschen Besetzer, derer sie ausgeliefert ist. Aufgrund der Angst, dass ihr Tagebuch entdeckt werden könnte, beginnt sie es auswendig zu lernen, um es später erneut niederschreiben zu können. Letztendlich kommt es zur Befreiung des Lagers durch sowjetische Soldaten.

## Entstehung
Die in den KZ-Aufenthalten dezimierten Aufzeichnungen verband Rolnikaite 1945 mit ihren memorierten Aufzeichnungen und fasste alles in drei Schreibheften in jiddischer Sprache zusammen. Die Reste ihrer Originalaufzeichnungen warf sie weg, was sie später bereute. Anfang der sechziger Jahre erstellte sie selbst eine Übersetzung ins Litauische und ins Russische. Zunächst erschien 1963, nach etlichen Zensurmaßnahmen, die litauische Fassung. Die ebenfalls zensurierte russische Fassung von 1965 erschien in 18 Sprachen. Eine autobiografische Fortsetzung erschien in Auszügen im Jahr 2000 auf Russisch unter dem Titel Das kam danach in der Petersburger Literaturzeitschrift Der Stern.

## Deutsche Ausgaben
- Das Tagebuch der Maria Rolnikaite. Europa-Verlag, Wien 1966 (erste deutschsprachige Ausgabe, als Lizenzausgabe der sowjetischen Agentur Nowosti).
  - Gekürzte Ausgabe unter dem Titel Mein Tagebuch. Übersetzung und Bearbeitung von Herbert Krempien der russischen Übersetzung unter dem Titel Ja dolzna rasskazat. Union-Verlag VOB, Berlin 1967.
  - Ich muss erzählen. Mein Tagebuch 1941–1945. Aus dem Jiddischen übersetzt von Dorothea Greve. Mit einem Vorwort von Marianna Butenschön. Kindler Verlag, Berlin 2002, ISBN 3-463-40427-3 (mit einem Glossar der Straßennamen und einem Personenregister).
    - Neuausgabe: Rowohlt-Taschenbuch-Verlag, Reinbek bei Hamburg 2004, ISBN 3-499-23555-2.